# Freiburghaus
Freiburghaus ist ein Weiler in der Gemeinde Neuenegg, Kanton Bern, Schweiz. Freiburghaus umfasst sieben Bauernhöfe und hat eine Einwohnerzahl von ca. 45–60 Personen.
Die Ortschaft liegt nördlich des Sensetals auf der hügeligen Hochfläche.

## Verkehr
Freiburghaus besass an der Sensetalbahn eine ausserhalb der Ortschaft liegende Haltestelle Freiburghaus. Diese wird allerdings heute nicht mehr bedient, die Züge der S2 der S-Bahn Bern fahren durch. Seit der Einführung der S-Bahn hielten bis am 9. Juni 2001 nur die werktäglichen Zusatzzüge der Sensetalbahn zwischen Flamatt und Laupen an der Haltestelle. Wenn diese Zusatzzüge verkehrten, fuhren die Züge der S1 durch. Am Samstag und Sonntag sowie in den Randstunden hielten auch die Züge der S1. Mit dem Fahrplan 2001/02 wurden diese Zusatzzüge durch Busse ersetzt, und alle Züge durchfuhren ab diesem Zeitpunkt die Haltestelle. An der Haltestelle Freiburghaus Station (bei der ehemaligen Bahnhaltestelle) halten nun die Busse der Buslinie von Thörishaus nach Gümmenen (Kursbuch-Linie 30.130). Die Haltestelle befindet sich auf 507 Meter über Meer, der rund einen Kilometer entfernte Ort rund 560 Meter über Meer.
Die Ortschaft ist nur durch eine Erschliessungsstrasse der Klasse 3 erschlossen, welche von der Verbindungsstrasse bei Haltestelle Freiburghaus nach Brüggelbach führt.